# Linwood (Pennsylvania)
Linwood è un census-designated place (CDP) degli Stati Uniti d'America, situato nello stato della Pennsylvania, nella contea di Delaware.